# Hérón (matematikus)
Hérón (7. század) görög matematikus.

## Élete
Proklosz tanítója volt. Életét Hérakleiosz bizánci császár uralkodásának idejére teszik. Feltehetőleg átdolgozta Hérón „Pneumatika” című munkáját, s szerzője a mű úgynevezett fiatalabb recenziójának. Neve alatt egy „De machinis bellicis” és egy „Geodaesia” című munka is fennmaradt.